# Herschbroich

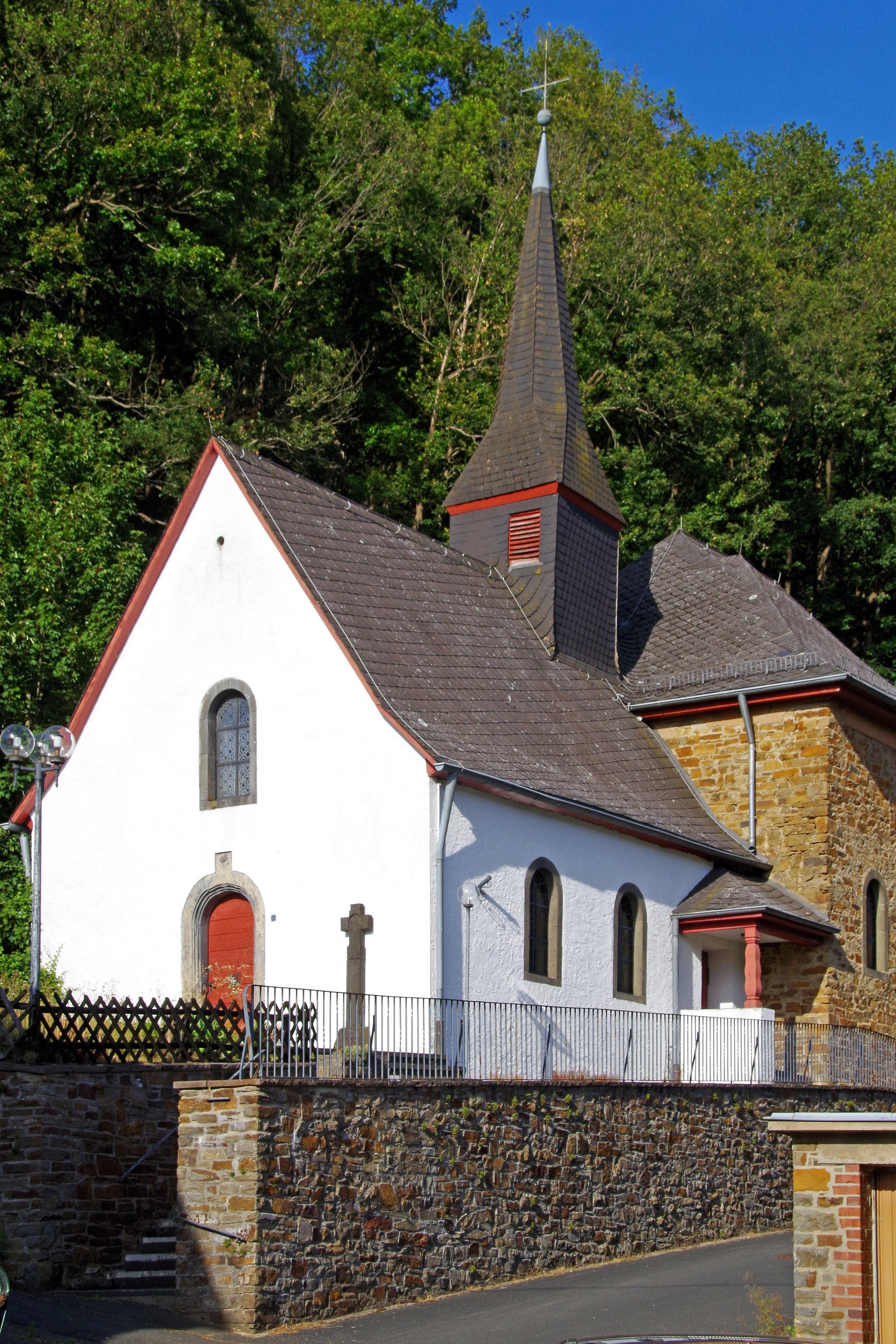
St. Simon und Juda von Südwesten

Herschbroich ist eine Ortsgemeinde im Landkreis Ahrweiler in Rheinland-Pfalz. Sie gehört der  Verbandsgemeinde Adenau an.

## Geographische Lage
Die Gemeinde liegt in der Eifel und ist neben Nürburg, Breidscheid und Quiddelbach eine von vier Ortschaften, die innerhalb der Nordschleife des Nürburgrings liegt.
Zu Herschbroich gehören auch die Wohnplätze Alte Burg und Haus Brigitte.

## Geschichte
Herschbroich wurde erstmals im Jahr 1202 urkundlich erwähnt.
Bis Ende des 18. Jahrhunderts gehörte Herschbroich zum kurkölnischen Amt Nürburg und zur Schultheißerei Adenau. Unter der Französischen Verwaltung gehörte Herschbroich zum Kanton Adenau im Rhein-Mosel-Département. Aufgrund der Beschlüsse auf dem Wiener Kongress wurde 1815 das linke Rheinufer, damit auch Herschbroich, dem Königreich Preußen zugeordnet. Nach der von Preußen neu geschaffenen Verwaltungsstruktur gehörte Herschbroich von 1816 an zur Bürgermeisterei Adenau im Kreis Adenau, der dem Regierungsbezirk Koblenz in der Rheinprovinz (1822) zugeordnet war. Seit 1946 ist Herschbroich Teil des Landes Rheinland-Pfalz.
Seit Beginn der Aufzeichnungen Anfang des 19. Jahrhunderts schwankte die Bevölkerungszahl wenig und liegt heute nur unwesentlich höher als vor etwa 200 Jahren.
Bevölkerungsentwicklung
Die Entwicklung der Einwohnerzahl von Herschbroich, die Werte von 1871 bis 1987 beruhen auf Volkszählungen:
| Jahr | Einwohner |
| ---- | --------- |
| 1815 | 260       |
| 1835 | 285       |
| 1871 | 196       |
| 1905 | 240       |
| 1939 | 222       |
| 1950 | 228       |

| Jahr | Einwohner |
| ---- | --------- |
| 1961 | 256       |
| 1970 | 263       |
| 1987 | 290       |
| 1997 | 327       |
| 2005 | 317       |
| 2023 | 265       |

## Politik

### Gemeinderat
Der Gemeinderat in Herschbroich besteht aus sechs Ratsmitgliedern, die bei der Kommunalwahl am 9. Juni 2024 in einer Mehrheitswahl gewählt wurden, und der ehrenamtlichen Ortsbürgermeisterin als Vorsitzender.

### Bürgermeister
Ulrike Nett wurde am 4. Juli 2024 Ortsbürgermeisterin von Herschbroich. Bei der Direktwahl am 9. Juni 2024 war sie als einzige Bewerberin mit einem Stimmenanteil von 54,6 % für fünf Jahre gewählt worden.
Netts Vorgängerin Monika Korden hatte das Amt 2007 übernommen und war zur Wahl 2024 nicht erneut angetreten.

## Kultur und Sehenswürdigkeiten
Die Alte Burg in Herschbroich, von der noch Wall- und Grabenreste erhalten sind, wird als eine vorgeschichtliche Befestigung eingeordnet und hat wahrscheinlich als Fliehburg gedient.

## Persönlichkeiten
Der größte Sohn des Ortes ist Johannes Brung, der vor allem aufgrund seiner Teilnahme an der, unter dem Kommando von Jacob Cornelisz von Neck stehenden, Expedition im Jahr 1598 bekannt ist. Brung segelte als Schiffszimmermann in der niederländischen Entdeckungsfahrt mit nach Mauritius. (Siehe Geschichte von Mauritius)